# Opika von Méray Horváth
Opika von Méray Horváth (née le 30 décembre 1889, décédée le 25 avril 1977), est une patineuse artistique hongroise. Elle a été trois fois championne du monde, succédant à sa compatriote Lily Kronberger.

## Palmarès
| Compétitions en individuelle        | 1911 | 1912 | 1913 | 1914 | 1915 | 1916 | 1917 | 1918 | 1919 | 1920 | 1921 |
| Championnats du monde               | 2e   | 1re  | 1re  | 1re  | CA   | CA   | CA   | CA   | CA   | CA   | CA   |
| Légende : CA = Championnats annulés |      |      |      |      |      |      |      |      |      |      |      |